# Кадри, Фатьма Кадыровна
Фатьма Кадыровна Кадри (азерб. Fatma Qədir qızı Qədri; 1 [14] апреля 1907, Одесса ‒ 29 февраля 1968, Баку) — азербайджанская советская актриса, Народная артистка Азербайджанской ССР (1943).

## Биография
Фатьма Кадри родилась 1 (14) апреля 1907 года в Одессе. В 1926 году окончила педагогический и театральный техникумы в Баку и начала выступать в Тюркском рабочем театре. С 1932 по 1935 работала в Бакинском русском театре, с 1935 года же была одной из ведущих актрис Азербайджанского театра им. М. Азизбекова (Баку). Преподавала в театральном техникуме, затем в Азербайджанском театральном институте им. М. А. Алиева. Деятельность Фатьмы Кадри сыграла важную роль в развитии азербайджанской сценической культуры, воспитании актёрских и режиссёрских кадров. Награждена 2 орденами, а также медалями. В 1943 году удостоена звания Народной артистки Азербайджанской ССР. Актриса скончалась 29 февраля 1968 года в Баку. Похоронена на Аллее почётного захоронения в Баку.
- Могила Фатьмы Кадри на Аллее почётного захоронения в Баку

## Награды
- Орден Трудового Красного Знамени.
- Орден «Знак Почёта» (09.06.1959).
- Народная артистка Азербайджанской ССР (17.06.1943).
- Заслуженная артистка Азербайджанской ССР (01.02.1936).

## Роли в театре
- Гюльтекин, Солмаз, Сона, Гюлюш («Айдын», «Невеста огня», «В 1905 году», «Севиль» Джафара Джаббарлы)
- Хафиза («Волшебница пери» Абдуррагим-бека Ахвердиева)
- Гюльбахар («Книга моей матери» Джалила Мамедкулизаде)
- Мухаббет («Мухаббет» Мирзы Ибрагимова)
- Хураман, Марям («Вагиф», «Фархад и Ширин» Самеда Вургуна)
- Лариса, Катерина («Бесприданница», «Гроза» Островского)
- Джульетта («Ромео и Джульетта» Шекспира).